# Władcy Vermandois

Herb hrabiów Vermandois

Lista władców Vermandois.

## Herbertyni
- 896-907 – Herbert I
- 907-943 – Herbert II
- 943-988 – Albert I
- 988-997 – Herbert III
- 997-1035 – Albert II
- 1035-1045 – Otton I
- 1045-1080 – Herbert IV
- 1080-1085 – Eudoksjusz I Szalony

## Kapetygowie
- 1085-1101 – Hugo de Vermandois
- 1102-1152 – Raul I Mężny
- 1152-1160 – Hugo II
- 1160-1167 – Raoul II
- 1167-1185 – Filip Alzacki, również hrabia Flandrii

## Pozostali hrabiowie
- 1669-1683 – Ludwik de Vermandois